# 澳門立法會主席
澳門特別行政區立法會主席（葡萄牙語：Presidente da Assembleia Legislativa da Região Administrativa Especial de Macau）是澳門的立法機關澳門立法會的議長，負責主持立法會全體會議，並領導議會運作。1999年12月澳門主權移交後，主席由立法會議員互選產生，取代回歸前由澳門總督任命立法會主席的做法。首任澳門特別行政區立法會主席為曹其真，現任主席為高開賢，自2019年10月16日上任。

## 選舉
澳門立法會主席由全體立法會議員於每屆首次會議中選出。立法會秘書處會在首次會議前向各議員發出提名邀請，並由全體議員以無記名投票方式選出主席。
若獲提名的議員多於一人，進行投票以決定人選。在首輪投票中若有兩名或以上的議員同票最高，則進行次輪投票；若次輪投票中仍然出現同票，則由主持會議的臨時主持人以抽籤方式決定當選者。臨時主持人原則上由未獲提名的議員中，連續擔任議員時間最長且按中文姓名繁體字筆劃較少者擔任，直至選出主席為止。
依《中華人民共和國澳門特別行政區基本法》及相關法律規定，立法會主席須由年滿40歲、在澳門通常居住不少於10年、且為無外國居留權的澳門永久性居民中國公民擔任。

## 職權
澳門立法會主席負責主持立法會全體會議，維持會議秩序，裁定議事規則適用，決定發言次序及限制發言時間，並可對議員的行為作出規範。主席同時負責簽署立法會通過的法律文件、議案及會議紀錄，並在議會對外代表立法會。
主席有權召集特別會議及緊急會議，並可因應議事需要決定會議延續或暫停。根據《中華人民共和國澳門特別行政區基本法》和《立法會議事規則》，主席須保障會議順利進行，確保議程符合法定程序。主席有權邀請外部人士列席會議，但不具表決權。立法會主席具行政管理職能，可將職權授予副主席。
此外，主席可應政府行政長官或三分之一以上議員的請求，召開特別會議處理緊急議題。主席亦負責立法會與行政機關、司法機關及社會各界的溝通協調工作。

## 福利
澳門立法會主席可享有以下福利：
- 主席每月可獲發固定薪酬，金額未有公開，但其津貼標準普遍高於普通立法會議員。
- 享有公務酬酢費用報銷權，可用於應酬、會議及官方活動等必要支出。
- 於澳門特區禮賓排序中列入高級官員序列。
- 可專用立法會綜合大樓內的主席辦公室。
- 配備專用座駕及駕駛服務，並可使用專屬車牌。
- 其他福利與一般立法會議員相同，包括出席會議津貼、海外考察資助、醫療保險、退休金計劃等。

## 歷任主席

### 回歸前
| 任 | 主席        | 任期開始      | 任期結束       | 時長      | 腳註   |
| -- | ----------- | ------------- | -------------- | --------- | ------ |
| 1  | 宋玉生 （Carlos Assumpção） | 1976年8月10日 | 1992年4月20日  | 15年254天 | [ 10 ] |
| 2  | 林綺濤 （Anabela Xavier Sales Ritchie） | 1992年4月28日 | 1999年12月19日 | 7年235天  | [ 11 ] |

### 回歸後
| 任 | 肖像 | 主席            | 任期開始       | 任期結束       | 時長     | 行政長官      | 腳註   |
| -- | ---- | --------------- | -------------- | -------------- | -------- | ------------- | ------ |
| 1  |      | 曹其真          | 1999年12月20日 | 2009年10月15日 | 9年299天 | 何厚鏵        | [ 12 ] |
| 2  |      | 劉焯華          | 2009年10月16日 | 2013年10月15日 | 3年364天 | 何厚鏵 崔世安 | [ 13 ] |
| 3  |      | 賀一誠          | 2013年10月16日 | 2019年7月5日   | 5年262天 | 崔世安        | [ 14 ] |
| 4  |      | 崔世昌 （代理） | 2019年7月5日   | 2019年10月15日 | 102天    | 崔世安        | [ 15 ] |
| 5  |      | 高開賢          | 2019年10月16日 | 現任           | 5年307天 | 賀一誠 岑浩輝 | [ 16 ] |